# Reichelsdorf

Lage des Statischen Bezirk 54 Reichelsdorf in Nürnberg

Reichelsdorf  (nürnbergisch: Raichlsdoaf bzw. Raiglschdof) ist ein Stadtteil der kreisfreien Stadt Nürnberg in der südwestlichen Außenstadt und namensgebend für die Nürnberger Gemarkung 3457 und den Statischen Bezirk 54.

## Geographie

### Lage
Reichelsdorf liegt im Süden der Kernstadt und besteht aus den beiden Teilen Reichelsdorf und Reichelsdorf Ost. Der Nordteil (Reichelsdorf) wird im Westen und Süden von der Rednitz und im Osten von der Bahnstrecke Treuchtlingen–Nürnberg begrenzt und ist mit Koppenhof baulich zusammengewachsen. Der Südteil (Reichelsdorf Ost) wird im Westen von der Bahnstrecke Nürnberg–Augsburg und im Osten vom Eichenwald begrenzt und ist mit Reichelsdorfer Keller zusammengewachsen.

### Nachbarorte
| Lohhof   | Koppenhof                                   |                       |
| Mühlhof  | Kompassrose, die auf Nachbargemeinden zeigt |                       |
| Holzheim |                                             | Reichelsdorfer Keller |

## Geschichte

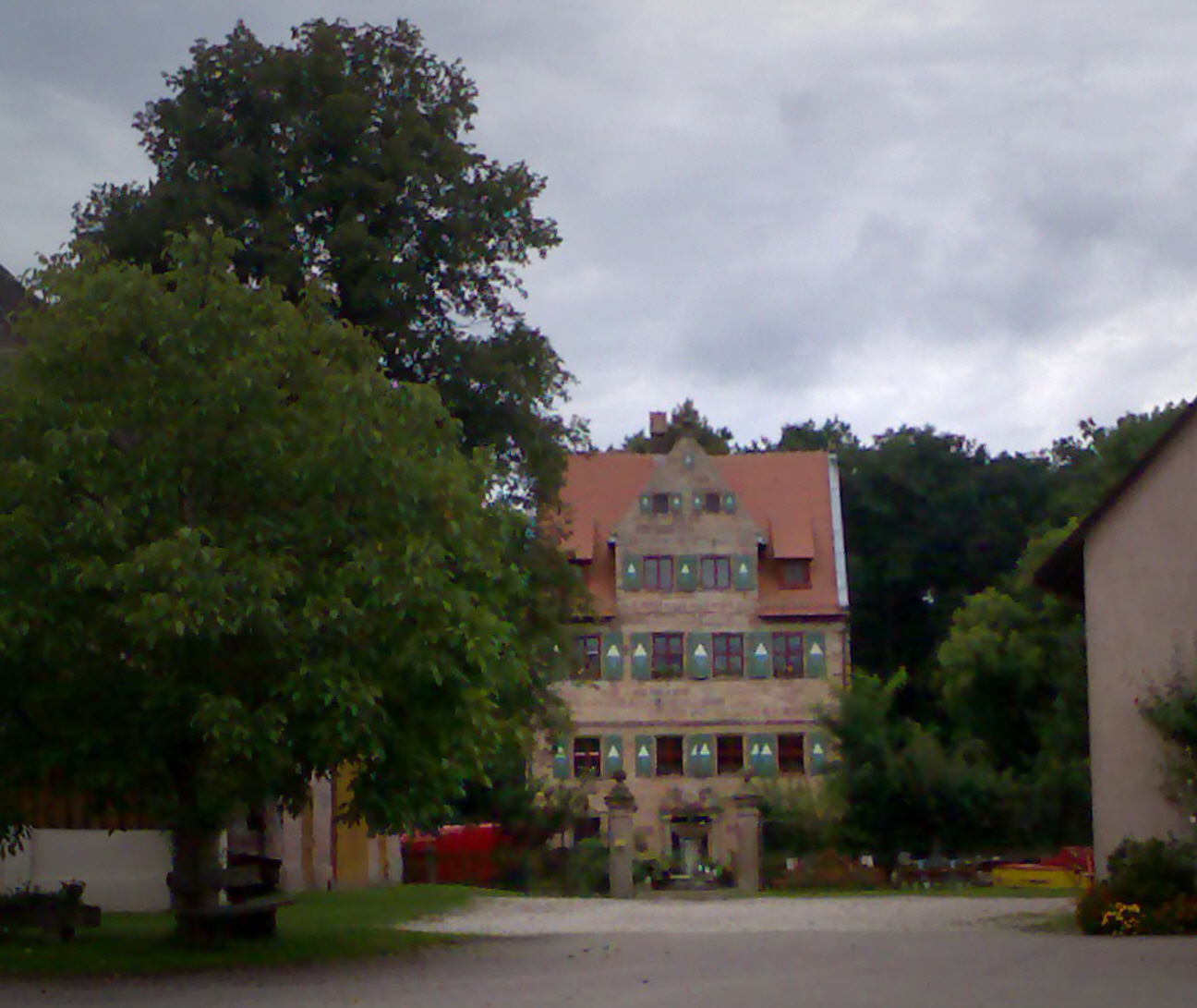
Waldstromer-Schlösschen

Im Jahr 1299 wurde Sifrit von Reicholtsdorf urkundlich erwähnt, somit indirekt aufchder Ort Reichelsdorf. Das Ministerialengeschlecht von Reichelsdorf (oder Reichersdorf) saß um 1300 auf der Reichsforsthube zu Reichelsdorf und war wohl eines Stammes mit den Ministerialen von Eibach. Sie waren vermutlich Dienstleute des Reichsministerialengeschlechts Rindsmaul, das 1391 als Lehenherr der „Behausung“ zu Reichelsdorf genannt wird. Conrad Waldstromer kam 1336 in den Besitz der Reichelsdorfer Mühle (dem heutigen Mühlhof). Die Waldstromer verkauften sie 1539 zusammen mit weiteren Besitzungen sowie dem Herrensitz in Reichelsdorf an die Markgrafen von Ansbach.
Gegen Ende des 18. Jahrhunderts bestand Reichelsdorf aus 25 Anwesen. Das Hochgericht übte das brandenburg-ansbachische Oberamt Schwabach aus, wurde aber von der Reichsstadt Nürnberg bestritten. Die Dorf- und Gemeindeherrschaft hatte das Kastenamt Schwabach. Grundherren sind das Kastenamt Schwabach (4 Höfe, 4 Viertelhöfe, 11 Güter, 1 Wirtshaus, Hirtenhaus, Zollhaus) und das Waldamt Laurenzi (1 Schlossgut, 1 Wirtshaus, 3 Güter).
Von 1797 bis 1808 unterstand Reichelsdorf dem Justiz- und Kammeramt Schwabach. 1806 kam der Ort an das Königreich Bayern. Im Rahmen des Gemeindeedikts wurde 1808 der Steuerdistrikt Reichelsdorf gebildet. Zu diesem gehörten Deutenbach, Gerasmühle, Koppenhof, Krottenbach, Lohhof. 1818 entstand die Ruralgemeinde Reichelsdorf mit den Orten Gerasmühle, Koppenhof und Lohhof. Sie war in Verwaltung und Gerichtsbarkeit dem Landgericht Schwabach zugeordnet und in der Finanzverwaltung dem Rentamt Schwabach (1919 in Finanzamt Schwabach umbenannt). Ab 1862 gehörte Reichelsdorf zum Bezirksamt Schwabach. Die Gerichtsbarkeit blieb beim Landgericht Schwabach (1879 in Amtsgericht Schwabach umbenannt). 1904 hatte die Gemeinde eine Gebietsfläche von 3,509 km².
Am 15. Juni 1922 wurde die Gemeinde Reichelsdorf nach Nürnberg eingegliedert und kam so zum Amtsgericht Nürnberg und dem Finanzamt Nürnberg.

### Baudenkmäler
In Reichelsdorf gibt es neun Baudenkmäler:
- Eichstätter Platz 1: katholische Pfarrkirche Heilige Familie
- Reichelsdorfer Hauptstraße 126: Wohnhaus
- Reichelsdorfer Hauptstraße 162: historische Gaststätte „Brandenburger Wirtshaus“
- Reichelsdorfer Hauptstraße 181: Wohnhaus mit Einfriedung
- Reichelsdorfer Schulgasse 6: Ehemaliger städtischer Verwaltungsbau
- Schalkhaußerstraße 24–26: Waldstromer-Schlösschen. Das Herrenhaus wurde 1921 von dem Fabrikanten Hans Durban erworben. Heute ist es im Besitz eines Privatmanns, der es saniert.[14]
- Schalkhaußerstraße 28: Bauernhof mit Wohnhaus, Scheune und Backofen
- Waldstromerstraße 28: Ehemaliges Bäckeranwesen
- Waldstromerstraße 49: Fabrikantenvilla

ehemalige Baudenkmäler
- Reichelsdorfer Hauptstraße 177: Zugehörige eingeschossige Scheune, rückwärts abgewalmt. Ende des 18. Jahrhunderts mit späterem Anbau.[15]
- Schalkhaußerstraße 1, 13, 19, 20, 23, 27 und 36: Eingeschossige einfache verputzte Häuser der ersten Hälfte des 19. Jahrhunderts; teilweise verändert und umgebaut. Nr. 3 aufgestockt mit veränderter Fachwerkscheune.[15]
- Schalkhaußerstraße 29: Ehemals waldamtlicher Bauernhof. Eingeschossiges massives Wohnhaus, Ende des 18. Jahrhunderts, mit zweigeschossigem Giebel (erneuert). Scheune aus Sandstein mit Satteldach, 18./19. Jahrhundert.[15]
- Schalkaußerstraße 31: Zweigeschossiges verputztes Wohnhaus mit eingeschossigem Giebel (Eichstätter Einfluss, etwa Anfang des 19. Jahrhunderts).[15]
- Schalkaußerstraße 37: Eingeschossiges verputztes Hofhaus mit Satteldach und Ladeerker, erste Hälfte des 19. Jahrhunderts.[15]

### Einwohnerentwicklung
Gemeinde Reichelsdorf
| Jahr      | 1818   | 1840   | 1852   | 1855   | 1861   | 1867   | 1871   | 1875   | 1880   | 1885   | 1890   | 1895   | 1900   | 1905   | 1910   | 1919   |
| Einwohner | 295    | 398    | 542    | 602    | 822    | 624    | 639    | 719    | 727    | 788    | 770    | 849    | 955    | 1163   | 1457   | 1448   |
| Häuser    | 37     | 47     |        |        |        |        | 66     |        |        | 80     | 82     |        | 89     |        |        |        |
| Quelle    | [ 17 ] | [ 18 ] | [ 19 ] | [ 19 ] | [ 20 ] | [ 21 ] | [ 22 ] | [ 23 ] | [ 24 ] | [ 25 ] | [ 26 ] | [ 19 ] | [ 10 ] | [ 19 ] | [ 27 ] | [ 19 ] |

Ort Reichelsdorf
| Jahr      | 001818 | 001840 | 001861 | 001871 | 001885 | 001900 | 001910 |
| Einwohner | 183    | 205    | 419    | 355    | 436    | 635    | 1139   |
| Häuser    | 27     | 34     |        |        | 54     | 69     |        |
| Quelle    | [ 17 ] | [ 18 ] | [ 20 ] | [ 22 ] | [ 25 ] | [ 10 ] | [ 28 ] |

## Religion
Reichelsdorf ist seit der Reformation evangelisch-lutherisch geprägt und war ursprünglich nach St. Nikolaus (Kornburg) gepfarrt. 1965 wurde in Reichelsdorf die Philippuskirche nach Plänen von Johannes Sauer errichtet. Die Katholiken gehören seit 1930 zur Pfarrei Heilige Familie.

## Veranstaltungen
Jedes Jahr findet Ende Juli die Reichelsdorfer Kirchweih am Sportplatz von Reichelsdorf, und am 1. Advent am Platz an der Thomas-Kolb-Brücke der Reichelsdorfer/Mühlhofer Weihnachtsmarkt statt.

## Wirtschaft und Infrastruktur

### Bildung
- Grundschule Erich-Kästner, Eichstätter Straße 11
- Grundschule Erich-Kästner, Reichelsdorfer Schulgasse 11
- Mittelschule Schlößleinsgasse, Schlößleinsgasse 8

### Verkehr

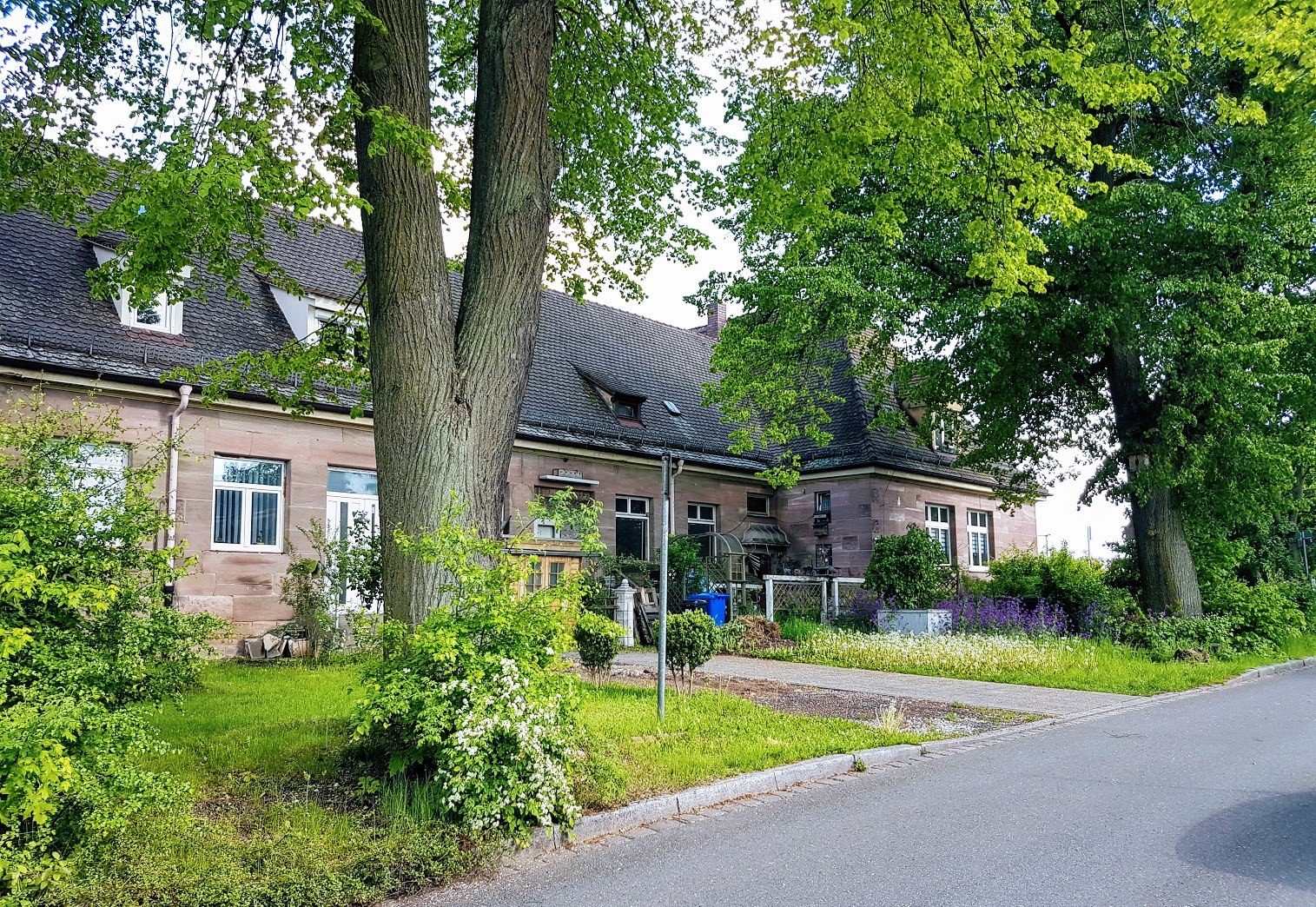
Reichelsdorfer Bahnhof (2017)

Mit der Eröffnung der Ludwig-Süd-Nord-Bahn zwischen Nürnberg und Schwabach erhielt Reichelsdorf am 1. April 1849 einen Haltepunkt in Reichelsdorf und am 15. Januar 1923 mit der Eröffnung der ersten Nürnberger Buslinien den Anschluss an den Nahverkehr.
Am Westrand von Reichelsdorf verläuft in Nord-Süd-Richtung die Bundesstraße 2 Richtung Innenstadt und zur Südwesttangente/Bundesautobahn 73 bzw. nach Schwabach und zur Bundesautobahn 6. Am südlichen Ortsrand zweigt die Staatsstraße 2407 Richtung Kornburg ab.
Im Nahverkehr wird der Stadtteil von der S-Bahnlinie S2 (Bahn-Haltepunkt Nürnberg-Reichelsdorf) und den Stadtbuslinien 61, 62 und 82 erschlossen. Am Wochenende verkehren die Nachtlinien N6 Richtung Hauptbahnhof bzw. Kornburg und N61 Richtung Schwabach.